# 734
734 (DCCXXXIV) var ett normalår som började en fredag i den julianska kalendern.

## Händelser

### Okänt datum
- Frisiska riket upphör då det erövras av Frankerriket.

## Födda
- Abd ar-Rahman I, grundare av Umayyadiska dynastin.

## Avlidna
- Bilge Khan, Göktürkkejsare